# 埃肯塔尔
埃肯塔尔是德国巴伐利亚州的一个市镇。总面积29.75平方公里，总人口13960人，其中男性6852人，女性7108人（2011年12月31日），人口密度469人/平方公里。